# Кассаветис, Джон
Джон Николас Кассаветис (англ. John Cassavetes; 9 декабря 1929 — 3 февраля 1989) — американский кинорежиссёр, актёр, сценарист. Он считается одним из важнейших представителей американского независимого кино. Фильмы Кассаветиса оказали влияние на Жан-Люка Годара, Мартина Скорсезе, Жака Риветта, Нанни Моретти, развивших его идеи. Номинировался на «Оскар» как актёр, режиссёр и сценарист. Отец режиссёра Ника Кассаветиса.

## Биография
Широкой публике Джон Кассаветис известен как актёр, снявшийся в фильмах Романа Полански («Ребёнок Розмари») и Брайана Де Пальмы («Ярость»). Кассаветис использовал свою известность и деньги, заработанные в Голливуде, для того, чтобы снимать фильмы, нетрадиционные для американского кинематографа того времени.

### Ранние годы
Джон Кассаветис родился в Нью-Йорке, в семье греческих иммигрантов Кэтрин и Николаса Джона Кассаветисов. Первые годы он провёл со своей семьёй в Греции и, когда вернулся в Штаты в возрасте семи лет, не говорил по-английски. Дальнейшее его детство прошло в Нью-Йорке на Лонг-Айленде. После окончания в 1950 году Американской академии драматического искусства Кассаветис продолжил играть в театре, исполняя небольшие роли в кино, и начал работать на телевидении.

### Творчество
В это время он познакомился с актрисой Джиной Роулендс, ставшей в 1954 году его женой. К 1956 году Кассаветис начал преподавать актёрское мастерство на семинарах в Нью-Йорке. Одна из импровизаций на этих семинарах вдохновила его на сценарный и режиссёрский дебют «Тени» (1959; первая версия 1957). В 1957 году, участвуя в нью-йоркском радиошоу «Night People», в разговоре с ведущим Джином Шепердом о своей недавней роли в фильме Мартина Ритта «Городская окраина» Кассаветис внезапно объявил, что фильм разочаровал зрителей и что он способен снять более хорошую картину. В конце передачи он призвал слушателей, заинтересованных в создании кино, альтернативного Голливуду, прислать доллар или два для финансирования «кино про людей». В течение следующих нескольких дней радиостанция собрала более 2000 долларов. Будучи верен своему слову, Кассаветис начал съёмки, даже несмотря на то, что не имел чёткого представления о фильме.
Кассаветис не смог добиться выпуска фильма в американский прокат, но «Тени» выиграл приз кинокритиков на Венецианском кинофестивале. Позднее европейские дистрибьюторы представляли картину в США уже в качестве импорта. Киновед Кирилл Разлогов считает, что «картина „Тени“ (1957) стала манифестом нового подхода к кинематографу, новых проблем, новой чувственности в американском кино». Хотя кассовые сборы фильма в Соединённых Штатах были незначительными, он привлёк внимание голливудских студий. Кассаветис режиссировал две голливудские картины в начале 1960-х — Too Late Blues (1961) и «Ребёнок ждёт» (1963).
Его следующий фильм «Лица» (1968), где в главных ролях играли его жена Джина Роулэндс, а также Джон Марли, Сеймур Кассел и Вэл Эвери, был номинирован на премию «Оскар» в трёх категориях: лучший оригинальный сценарий, лучшая мужская роль второго плана и лучшая женская роль второго плана. Картина повествует о медленном распаде современного брака.
В 70-х Кассаветис снял пять независимых фильмов, один из которых — «Женщина под влиянием» (1974) — был номинирован на премию «Оскар» за лучшую женскую роль и лучшую режиссуру.
Кассаветис нашел правильный ход в трактовке проблем американской неврастении, построенный на анализе сложных взаимоотношений между людьми. Его герои неизменно вызывали симпатию зрителей в самых разных концах земного шара. Это сделало работы Кассаветиса заметным явлением, а его самого — одним из самых культовых режиссёров американского кино за всю, пожалуй, послевоенную историю.
Кирилл Разлогов
Один из последних фильмов Кассаветиса, «Глория» (1980), завоевал Золотого льва, главную награду Венецианского кинофестиваля.

### Смерть
Из-за проблем с алкоголем Джон Кассаветис умер в 1989 году от цирроза печени. Погребён на Вествудском кладбище.

## Семья
Дети Кассаветиса — Ник, Александра и Зои — также выступают как актёры и режиссёры.

## Избранная фильмография

### Актёр
- 1955 — Ночью правит террор / The Night Holds Terror — Роберт Бэтсфорд
- 1956 — Преступность на улицах / Crime in the Streets — Фрэнки Дэйн
- 1957 — Роман в Гаване / Affair in Havana — Ник
- 1964 — Убийцы / The Killers — Джонни Норт
- 1967 — Грязная дюжина / The Dirty Dozen — Виктор Р. Франко
- 1968 — Ребёнок Розмари / Rosmary’s baby — Гай Вудхаус
- 1969 — Неприкасаемые (ит.) / Gli intoccabili
- 1970 — Мужья / Husbands — Гас
- 1971 — Минни и Московиц / Minnie and Moskowitz — Джим, любовник Минни
- 1972 — Коломбо: Этюд в чёрном / Александр Бенедикт, главный герой, убийца
- 1977 — Премьера / Opening night — Морис Ааронс
- 1978 — Ярость / The Fury — Бен Чилдресс
- 1981 — Чья это жизнь, в конце концов? / Whose Life Is It Anyway? — доктор Майкл Эмерсон
- 1982 — Стрижка / The Haircut
- 1984 — Потоки любви / Love Streams — Роберт Хармон, брат Сары

### Режиссёр
- 1959 — Тени / Shadows
- 1961 — Слишком поздний блюз / Too Late Blues
- 1963 — Ребёнок ждёт / A Child Is Waiting
- 1968 — Лица / Faces
- 1970 — Мужья / Husbands
- 1971 — Минни и Московиц / Minnie and Moskowitz
- 1974 — Женщина под влиянием / A Woman Under the Influence
- 1976 — Убийство китайского букмекера / The killing of a Chinese bookie
- 1977 — Премьера / Opening night
- 1980 — Глория / Gloria
- 1984 — Потоки любви / Love Streams
- 1986 — Большой переполох / Big Trouble

### Сценарист
- 1959 — Тени / Shadows
- 1961 — Слишком поздний блюз / Too Late Blues
- 1968 — Лица / Faces
- 1970 — Мужья / Husbands
- 1971 — Минни и Московиц / Minnie and Moskowitz
- 1974 — Женщина под влиянием / A Woman Under the Influence
- 1976 — Убийство китайского букмекера / The killing of a Chinese bookie
- 1977 — Премьера / Opening night
- 1980 — Глория / Gloria
- 1984 — Потоки любви / Love Streams